# Hadit

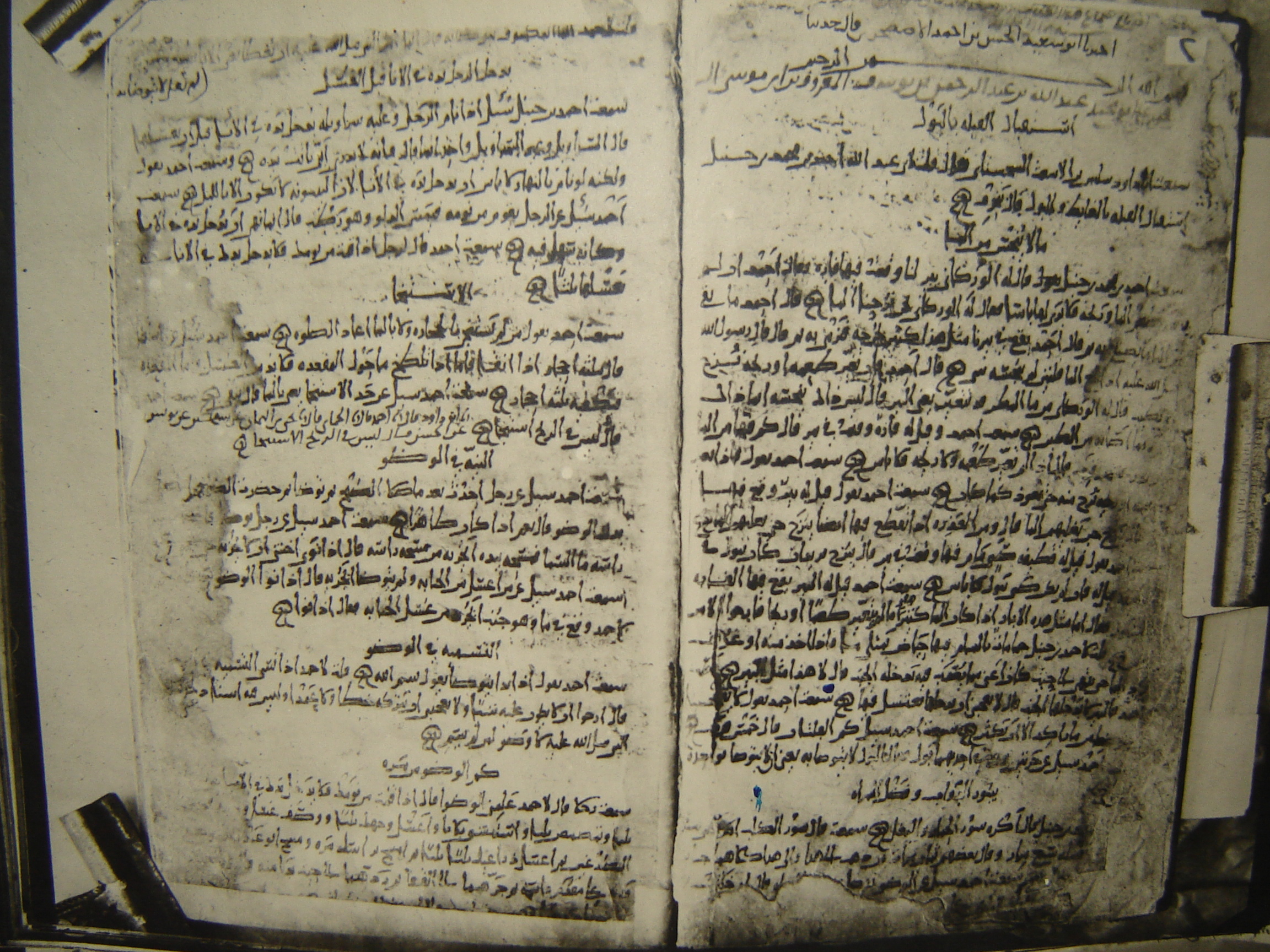
Un manuscrit dels escrits legals islàmics d'Ibn Hanbal (Xaria), de l'octubre de 879

Un hadit (de l'àrab حديث, ḥadīṯ, plural احاديث, aḥādīṯ, literalment ‘narració’) es refereix al que la majoria dels musulmans i les principals escoles de pensament islàmic creuen que és un registre de les paraules, accions i pautes aprovades pel profeta islàmic Mahoma que s'han transmès a través de cadenes de narradors. En altres paraules, els ḥadīth són informes sobre el que Mahoma va dir i va fer.
Alguns han anomenat els hadits com "la columna vertebral" de la civilització islàmica, i per a molts l'autoritat dels hadits constitueixen el fonament del manual d'orientació religiosa i moral coneguda com la Sunna, que ocupa el segon lloc només per darrere de l'⁣Alcorà (que els musulmans consideren que és la paraula de Déu revelada a Mahoma). La majoria dels musulmans creuen que l'autoritat bíblica per als hadits prové de l'Alcorà, que demana als musulmans emular Mahoma i obeir els seus judicis (en versos com 24:54, 33:21).
Tot i que el nombre de versos relacionats amb la llei a l'Alcorà és petit, molts consideren que els hadits serveixen per interpretar-ho tot, des dels detalls de les obligacions religioses (com ara Ghusl o Wudu, les ablucions per a la pregària salat), fins a les formes correctes de les salutacions i la importància de la benevolència amb els esclaus. Així, per a molts, la "gran part" de les regles de la Xaria (llei islàmica) es deriven dels hadits, més que de l'Alcorà.
Hadit és la paraula àrab per referir-se a aspectes com la paraula, l'informe, el relat o la narració.:471 A diferència de l'Alcorà, no tots els musulmans creuen que els hadits, o almenys que tots els hadits, siguin una revelació divina. De fet, hi ha diverses col·leccions de hadits que diferencien les diferents branques de la fe islàmica. Alguns musulmans creuen que la guia islàmica s'hauria de basar només en l'Alcorà, i rebutgen així l'autoritat dels hadits. Alguns, a més, afirmen que la majoria dels hadits són fabricacions (pseudepígrafs) creats entre els segles VIII i el IX dC, i que s'atribueixen falsament a Mahoma. Històricament, els mutazilistes també van rebutjar els hadits com a base de la llei islàmica, alhora que acceptaven la sunna i la ijmà.
Com que alguns hadits contenen declaracions qüestionables i fins i tot contradictòries, l'autenticació del hadits es va convertir en un camp d'estudi important a l'Islam. En la seva forma clàssica, un hadit consta de dues parts: la cadena de narradors que han transmès l'informe (l'isnad) i el text principal de l'informe (el matn). Els clergues i juristes musulmans classifiquen els hadits individuals en categories com ara sahih ("autèntic"), hasan ("bo") o da'if ("feble"). Tanmateix, diferents grups i diferents estudiosos poden classificar un hadit de manera diferent.
Entre els estudiosos de l'islam sunnita, el terme hadit pot incloure no només les paraules, consells, pràctiques, etc. de Mahoma, sinó també els dels seus companys. En l'Islam xiïta, els hadits són l'encarnació de la sunna, les paraules i les accions de Mahoma i la seva família, l'Ahl al-Bayt (els dotze imams i la filla de Mahoma, Fàtima).

## Classificació dels hadits
Quan la ciència dels hadits es va desenvolupar al final de la dinastia omeia, els muhhàddiths van analitzar-los de manera molt rigorosa per tal de triar les tradicions entre falses o acceptables, atorgant-los-hi els graus següents:
- Admissibles (مَقْبول, maqbūl, acceptable, admès, plausible)
  - Sagrats (قُدْسِيّ, qudsī, sagrat). Es consideren portadors de la paraula divina i no de la del Profeta.[b]
  - Autèntics (صَحيح, ṣaḥīḥ, autèntic).
  - Notables (مُتَواتِر, mutawātir, recurrent, repetit).
  - Bons (حَسَن, ḥasan, bonic, bo)
- Inadmissibles (مَردود, mardūd, refusat, descartat) 
  - Febles (ضَعيف, ḍaʿīf, feble, fràgil) Sovint són apòcrifs.
  - Inventats (موضوع, mawḍūʿ, inventat) Considerats falsos, sense cap cadena de transmissió.

## Reculls de hadits
Durant els primers anys d'existència de l'Estat musulmà, els legisladors, les faccions enfrontades pel poder i d'altres es van veure immersos en una frenètica recerca de fetes de Muhàmmad que servissin per a justificar els seus respectius interessos o responguessin a les seves necessitats o dubtes. Del caos existent, els estudiosos van intentar depurar i unificar els diversos costums coneguts.

### Les sis recopilacions principals
Dins del sunnisme hi ha sis recopilacions considerades com a canòniques, anomenades Els sis llibres (àrab: الكتب الستة, Al-kutub as-sitta) i a vegades Els sis autèntics (àrab: الصحاح الستة, As-siḥāḥ as-sitta). D'entre aquestes, a les dues primeres se'ls atribueix un valor gairebé equivalent al de l'Alcorà:
- Sahih Bukharí (صحيح, ṣaḥīḥ, ‘autèntic’ i, en aquest context, ‘tradició profètica fidedigna’[30]), de Muhàmmad al-Bukharí (810-870), amb 2.602 hadits (9.082 amb les repeticions).
- Sahih Múslim, de Múslim (819-875), amb uns 2.200 hadits.
- Súnan Abi-Dàwud, d'Abu-Dàwud (817-889), amb uns 4.800 hadits.
- Súnan at-Tirmidhí, d'at-Tirmidhí (824-893).
- As-súnan as-sughra, d'an-Nassaí (830-916), amb 5.270 hadits (amb les repeticions).
- Súnan Ibn Màjah, d'Ibn Màjah (m. 886), amb uns 4.000 hadits.

### Altres reculls
- Músnad Àhmad ibn Hanbal, d'Àhmad ibn Hanbal (780 - 855)

### Xiisme
Els xiïtes solen considerar més fiables aquells hadits recollits pels seus propis seguidors, malgrat que aquests són més tardans en popularitat, però no en proximitat a la font generadora, ja que entre aquestes recopilacions hi ha la col·lecció de comentaris d'Ibn Abbàs, cosí del Profeta. Les recopilacions dels xiïtes deriven de la transmissió directa dels descendents d'Alí i de Fàtima az-Zahrà. Tot i així, els hadits acceptats pels xiïtes no difereixen gaire dels dels sunnites, sobretot els anomenats «autèntics», excepte potser pel que fa a la cadena de transmissió.
- Ussul al-Kafí, de Muhàmmad ibn Yaqub al-Kulayní (mort el 939), amb 15.176 hadits.
- Man la yahduru-hu al-faqih, d'Ibn Babawayh (mort el 991), amb 9.044 hadits.
- At-Tahdhib, de Muhàmmad at-Tussí (mort el 1068), amb 13.590 hadits.
- Al-Istibsar, de Muhàmmad at-Tussí, amb 5.511 hadits.